# Syracuse (Kansas)
Syracuse – miasto w Stanach Zjednoczonych, w stanie Kansas, siedziba administracyjna hrabstwa Hamilton.